# Ark Storm
Ark Storm est un groupe de metal néo-classique japonais, originaire de Nagasaki.

## Biographie
Ark Storm est formé en 2001 à Nagasaki par le guitariste virtuose Katsu Ohta, dont le jeu est très proche d'Yngwie Malmsteen. No Boundaries, le premier album studio d'Ark Storm, est publié la même année. En 2003, le groupe publie son deuxième album studio, Beginning of the New Legend, distribué en Europe par Wagram Music. L'année suivante, en 2004, le groupe publie son troisième album studio, The Everlasting Wheel,.
En 2012, ils publient une vidéo live, High Voltage Warning 2012, qui suit d'une compilation en 2013, The Ultimate ~ The Best of Ark Storm.

## Membres

### Membres actuels
- Isamu Takita - basse
- Ichiro Nagai - batterie
- Katsu Ohta - guitare
- Yuhki - claviers
- Mark Boals - chant

### Anciens membres
- Yasuo Sasai - chant (2002-2013)
- Michiroh Yamada - basse
- Takeo Shimoda - batterie
- Hiroaki Imanishi - chant (2001)

## Discographie

### Albums studio
- 2001 : No Boundaries
- 2003 : Beginning of the New Legend
- 2004 : The Everlasting Wheel
- 2018 : Voyage of the Rage

### Compilation
- 2013 : The Ultimate ~ The Best of Ark Storm

### DVD
- 2012 : High Voltage Warning 2012